# Aszód vidéki népviselet
Aszód vidéke a palóc terület déli részén fekszik. Viselete két fő csoportra osztható, a boldogi-galgahévízi és a turai népviseletre, melyek azonban sok hasonlóságot mutatnak.

## Boldogi népviselet
Az 1900-as évek elejéig a boldogi lakosokon kívül a szomszédos falvakban, például Turán is Boldogon készült hímzett nyakra, fejre és kézbevaló kendőket hordtak, melyeket a boldogi asszonyok a vásárokon árultak. Ezek a kendők mind fehérhímzéssel készültek.
A boldogiak a más faluból érkezett megrendelőknek azok saját ízlése és szokásai szerint igyekeztek elkészíteni a kendőket, a maguk részére a fehér fejre való és a nyakba való kendőket huroköltéssel, horgolt csipkével majd az 1930-as évektől hajtásokba szedett gyári csipkével szegélyezték. Motívumaikra a nagy körformák, a rombuszsorok jellemzőek. A kerekes sormintában a nagy körformák hosszúkás lyukakból jönnek létre.
A nyakbavaló kendők legrégebbi típusa négyszögletes, átlagmérete 170x170 cm. A fejre való kendők mérete 70x70 és 80x80 cm között volt. A zsebkendők átlagmérete 60x60 cm.

## Turai népviselet
A 19. század második felében a házivászonnak volt jelentős szerepe az öltözködésben.
Az 1876-ban született Kiss Mihályné így emlékszik vissza nagyszülei öltözetére:
"Az öregapák ruhája tiszta kenderbül volt.[...] Az ing még olyan rövid vót, hogy kiláccott a dereka az öregeknek, ha lehajótak. Az ing nyaka madzaggal megkötve, az ujja nagyon bő vót. Bőgatyát hordtak hozzá. [...] A gatyát, inget, ha vászonbúl vót is, kivarrtuk, rojtoztuk, mesterkéltük. [...] Az én öreganyám nyáron félingbe járt, télen meg ködmön vót rajta. A ruháján semmi díszítés nem vót, csak a ködmön vót cifra. Ződvel vót kivarrva elől és hátul is; a birinyi szűcsök varrták."
Az 1900-as évektől a piacozás, a vasútnál való elhelyezkedés lényegesen jobb anyagi körülményekhez juttatta az embereket, és ez az öltözködésükön is meglátszott.

### Gyerekek öltözködése
Az idősebbek az 1920-as évek közepéig sokat szőttek. A kisebb gyerekeknek a háziszőttes vászonból készült kezeslábas, nadrág, kabát, és ezeket házilag festették sötétkékre.
Az újszülöttet keresztelőre vitelkor selyem nyakbavaló vagy fejrevaló kendővel takarták le, ami fölé a varrott kendő került.

### A férfiak öltözködése
A 19. század végéig a férfiak télen-nyáron hatszeles bő vászongatyában jártak. Az I. világháború előtt a legények fekete ellenzős posztónadrágot viseltek cingombos mellénnyel, bőujjas fehér, piros-kék hímzéssel kivarrt gyolcsinggel.
A 20. század elejétől a vasutasok és gyári munkások nem szívesen jártak vászoningben és vászongatyában. A legények ünnepi öltözeteként elterjedt a fehér nadrág, fiatalabbaknak világoskék, idősebbeknek sötétkék blúzzal.
Gólya András (született 1914-ben) így hallotta édesapjától:
"...legény csak az lehetett, aki fehér nadrágot viselt. Csak akkor húzhatta fel, ha már kaszálni járt. A fehér nadrág az ő korukban a vasútra törekvést jellemezte... A 30-as években sokan szerettek volna vasutasok lenni. A vasút évenként ruhával látta el őket, így az órabéresek közül, aki valamit adott magára, igyekezett legalább zubbonyt és sapkát venni a kinevezett vasutasoktól, ... A fiatalok bordó színű bársonygallért varrattak a zubbony nyakára, ami különben csak a vasúti főtisztviselőknek járt. Később már nem csak az órabéres vasutasok, hanem a parasztlegények is csináltattak zubbonyt. Négy-öt év leforgása alatt azt vettük észre, hogy minden fiatal legény fehér vagy sötétkék nadrágban és kék zubbonyban jár. ..."
A turai férfiviselet így lett országosan egyedülálló a vasutas egyenruhát utánzó öltözetével.
Tóth G. Mihály (megh. 1970) haláláig viselte a kék zubbonyt a fekete nadrággal, fehér gyolcsinggel, kívánságára ilyen öltözetben is temették el.

### A nők öltözködése
A 19. század végéig az 1890-es években az asszonyok ruhája tiszta vászon féling, pendely, alsószoknya, kötény), a felsőszoknya kékfestő vagy valami olcsóbb szövet, selyem. A menyecskék ünnepeken már viseltek a fejükön és nyakukon boldogi varrott kendőket.
A 20. század elejétől a jobb anyagi körülmények között, ahogy a férfiak, úgy az asszonyok is áttértek a kellemesebb viseletű gyolcs ingvállak viselésére. A házivásznat az első világháború után szinte már csak háztartási textiliákhoz használták.
Viseletükre a gazdagon hímzett fehér, fejre való és nyakba való kendő a jellemző, utóbbi fehérségét a vállon egy-egy piros rózsa emeli ki.
A fehér varrott vállkendőket és színes, rojtos selyemkendőket vasárnap és jeles ünnepeken viselték a bőujjas gyolcs ingvállhoz, az ezüstcsipkével díszített fekete-kék-zöld virágos brokát- vagy atlaszselyem pruszlikhoz. 
A menyecskék öltözetét nagy félkörív formájú arany- és ezüstcsipkés virágos brokátfékető (főkötő) egészítette ki. Az úgynevezett "konty" (főkötő) az öregebbeknek eltakarta a fülét. Az 1920-as évektől a konty hátracsúszik, a fület szabadon hagyja és két kapoccsal erősítik a fejhez.
Az új menyecske az aranycsipkés féketőt az esküvője utáni vasárnapon vette fel, fejét fehér fátyollal borította be, később fehér varrott vagy selyemkendőt kötött. Mulatságba csak féketőt viseltek.
A menyasszonyok öltözete az 1910-es évektől fehér gyolcsból készült. A szülők a 12-14 éves máriáslány részére úgy szabták a ruhát, hogy az majd menyasszonyi ruhául és a temetésükre is jó legyen. 
A Néprajzi Múzeum Textilgyűjteményében található Sára Józsefné (1895-1973) teljes menyasszonyi öltözete. A ruha ingválla és a fehér kézbevaló kendő különlegesen finom gyolcsból készült. A lábszárközépig érő "menyasszonyi szoknya" 1 cm-es apró ráncokba szedett keskeny övrészbe van foglalva. A hét szélből szabott, szintén apró hajtásokba szedett "kecele" (kötény) beborította a szoknyát, melyet eleje közepén csokorra kötött zöld pántlikával kötöttek meg.
A menyasszony koszorúja két részből állt. A szem fölötti részhez két darab piros pántlikát varrtak, mellyel a szemet takarták. Úgy mondták: "szégyeli magát a menyasszony, azért húzza a szemire" A koszorú hátlapján kalászok voltak, ezek a házasságra való érettséget jelezték, mint Mezőkövesden. A koszorú levelei elöl ugyanúgy az archoz simulatak, mint Galgamácsán és Sióagárdon. A koszorúba tűzött és a hajba font cifra szalagok a szoknya aljáig értek.
A lábbeli fekete, oldalvarrott, "laposszárú" csizma, ezt később fekete, pántos, gavallérsarkú cipő váltotta fel fehér patentharisnyával. A zöld selyemmel hímzett fehér ködmönöket az 1910-es évekig viselték a menyasszonyok. Az 1930-as években már csak az öregasszonyok vették fel.
A lányok hajviselete az 1930-as évektől egyszerűsödött, a három ágba font, cifraszlagos hajfonatok elmaradtak, 4-5 ágba fonták a hajukat.
A női viseletben új ruhadarab terjedt el az ingváll mellett, a bujka. Ez eleinte szövetből készült, és az ingváll felett viselték blúz gyanánt, majd 1910-től kezdve a ingváll helyett viselték selyemből, szövetből, gyolcsból, és hímzéssel díszítették. Az 1920-as évektől a bujkához mind kisebb és kisebb kendőt kötöttek, de felvették kendő nélkül is.
Az alsószoknyák száma szaporodott, szélüket piros posztóval szegték, a felső szoknya rövidült, vonalaiban követték a palóc szoknyák viseleti módját. Kötényük kékfestő, fekete klott. Lakodalomban a főzésben segítők fehér hímzett szakácskát viseltek,
A nagylányok, menyecskék a legjobban a piros-kék, vagy zöld posztó- és fekete selyem aranycsíkos szoknyát hordták, apró hajtásokba szedve. Ehhez tavasztól őszig nagyobb ünnepeken fehér gyolcs ingvállat, hűvösebb időkben bujkát hordtak.
Szigorú rend szabályozta a köznapi valamint havi első, második, harmadik, negyedik vasárnap hordott, délelőtti, délutáni és nagy ünnepekhez kötődő viselet hordását.
Karácsonykor, húsvétkor és pünkösdkor első nap fehér varrott kendőt borítottak a vállukra. Nagy ünnep másnapján, farsangvasárnap a fehér varrott nyakbavaló kendő alól átvilágított az ezüstsujtásos, zöld vagy kék virágos selyempruszlik. Az arany- vagy ezüstcsipkés fékető fölé kék vagy zöld, széles, cifravirágú selyemkendőt hordtak.
Karácsony másnapján féling helyett lila vagy kék, virágos selyembujkát vettek fel virágos kasmírkendővel.
Az 1960-as évekig viselték a lányok és menyecskék a hímzett gyolcsbujkát. Viseletben utoljára 1959-ben esküdtek a menyasszonyok. A férfiak 1945 után hagyták el vasutas öltözetüket. Ma már csak színpadi kosztümként viselik a turai ruhákat.

## Megjegyzés
1. ↑  Varga, 16. old.
2. 1 2 3 4  Varga, 17. old.
3. ↑  Varga, 18. old

## Ajánlott irodalom
- Fél Edit: Turai viselet. Néprajzi Értesítő. XXIX. 1937.